# Filipe Cruz
Filipe Cruz (7. rujna 1969.) je angolski rukometaš i rukometni trener. Trenutno (2021.) je glavni trener u angolskom klubu Primeiro de Agosto i angolskoj reprezentaciji.
Filipe Cruz je glavni trener muške rukometne reprezentacije Angole od 2010. godine, koja se u tom periodu osvojila treće mjesto na Afričkom rukometnom prvenstvu 2016., čime se kvalificirala za Svjetsko prvenstvo u rukometu za muškarce 2017. godine, a broncu je ponovno osvojio i u Gabonu 2018. Također je s juniorskom momčadi uspio proći kvalifikacije za Svjetsko rukometno prvenstvo za juniore za muškarce 2015. U travnju 2016., uoči turnira na Ljetnim olimpijskim igrama 2016. u Rio de Janeiru, imenovan je glavnim trenerom angolske ženske rukometne reprezentacije, a tu funkciju obavlja paralelno s funkcijom glavnog trenera muške momčadi.
Kao igrač, Cruz je igrao za portugalsku ABC Bragu od 1997. do 2002.